# Saint-Thomas (Alta Garona)
Saint-Thomas é uma comuna francesa na região administrativa de Occitânia, no departamento de Alta Garona. Estende-se por uma área de 14,01 km². Em 2010 a comuna tinha 592 habitantes (densidade: 42,3 hab./km²).